# Вильяндимаа
Ви́льяндимаа (эст. Viljandimaa) или Ви́льяндиский уе́зд (эст. Viljandi maakond) — один из 15 уездов Эстонии, расположенный в южной части страны. Административный центр до 1 января 2018 года — город Вильянди. Уезд состоит из одного города-муниципалитета и трёх волостей.

## География
Большую часть Вильяндимаа занимает возвышенность Сакала, только небольшие юго-восточная (расположенная в Валгамаа) и юго-западная (расположенная в Пярнумаа) части возвышенности выходят за границу уезда. Вильяндимаа также включает большую часть низменности Выртсъярве (на востоке) и природно-географического района Соомаа (на западе). На севере территория уезда охватывает небольшие части плоскогорья Центральной Эстонии и Кырвемаа. В пределах северо-западной части располагается ряд болотных массивов, объeдинённых в национальный парк Соомаа (370 км²).
Площадь уезда Вильяндимаа — 3420,07 км2.

## Муниципалитеты
В состав уезда входят 4 самоуправления: 1 город-муниципалитет и 3 волости.
 город-муниципалитет Вильянди
 волость Вильянди
 волость Мулги
 волость Пыхья-Сакала
С 1 января 2018 года уездные управы и, соответственно, должности старейшин уездов в Эстонии упразднены. Их обязанности переданы государственным учреждениям и местным самоуправлениям.

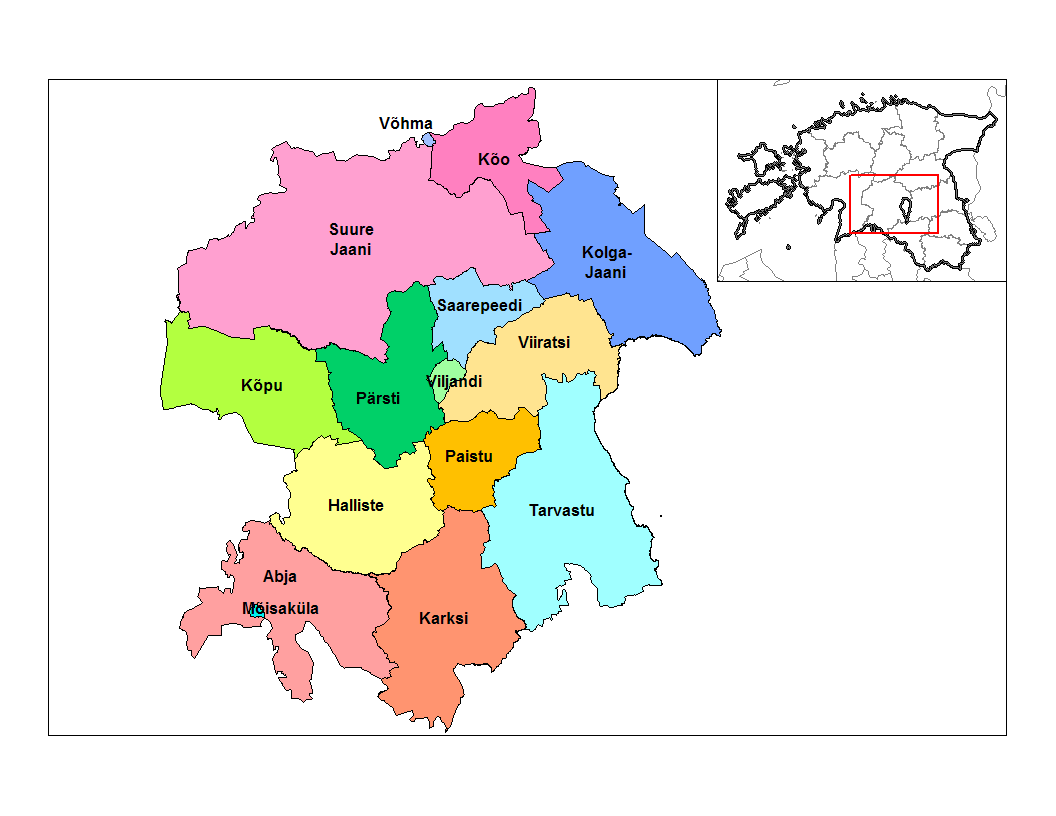
Муниципалитеты уезда Вильяндимаа до 2017 года

До административно-территориальной реформы 2017 года в состав уезда входили 3 города-муниципалитета и 9 волостей.

Города-муниципалитеты:
- Вильянди
- Выхма
- Мыйзакюла

Волости:
- Абья (включая город Абья-Палуоя)
- Вильянди
- Каркси (включая город Каркси-Нуйа)
- Колга-Яани
- Кыо
- Кыпу
- Сууре-Яани (включая город Сууре-Яани)
- Тарвасту
- Халлисте

## Население
Число жителей Вильяндимаа на 1 января каждого года по данным Департамента статистики:
| Год  | 2018   | 2019     | 2020     | 2021     | 2022     | 2023     | 2024     |
| ---- | ------ | -------- | -------- | -------- | -------- | -------- | -------- |
| Чел. | 46 782 | ↘ 46 371 | ↘ 46 161 | ↘ 45 877 | ↘ 45 411 | ↗ 45 637 | ↘ 45 543 |

## История
Вильяндимаа в средние века был важным торговым и политическим центром, там расположены руины нескольких замков.

## Известные уроженцы
- Ян Жункур (1887—1942) — эстонский военный офицер, полковник.
- Мярт Лаарман (1896—1979) — эстонский художник.

## Галерея

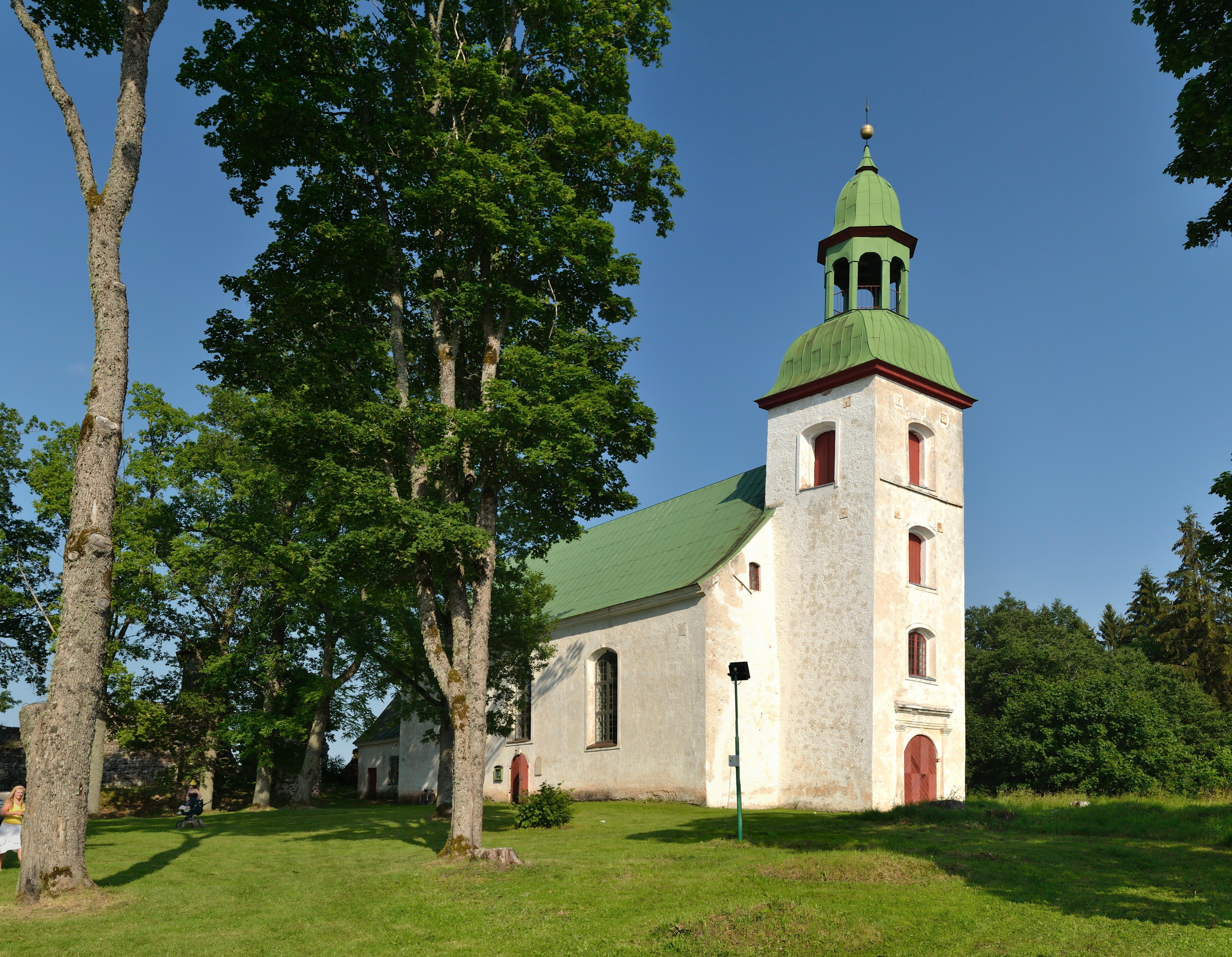
Церковь Каркси
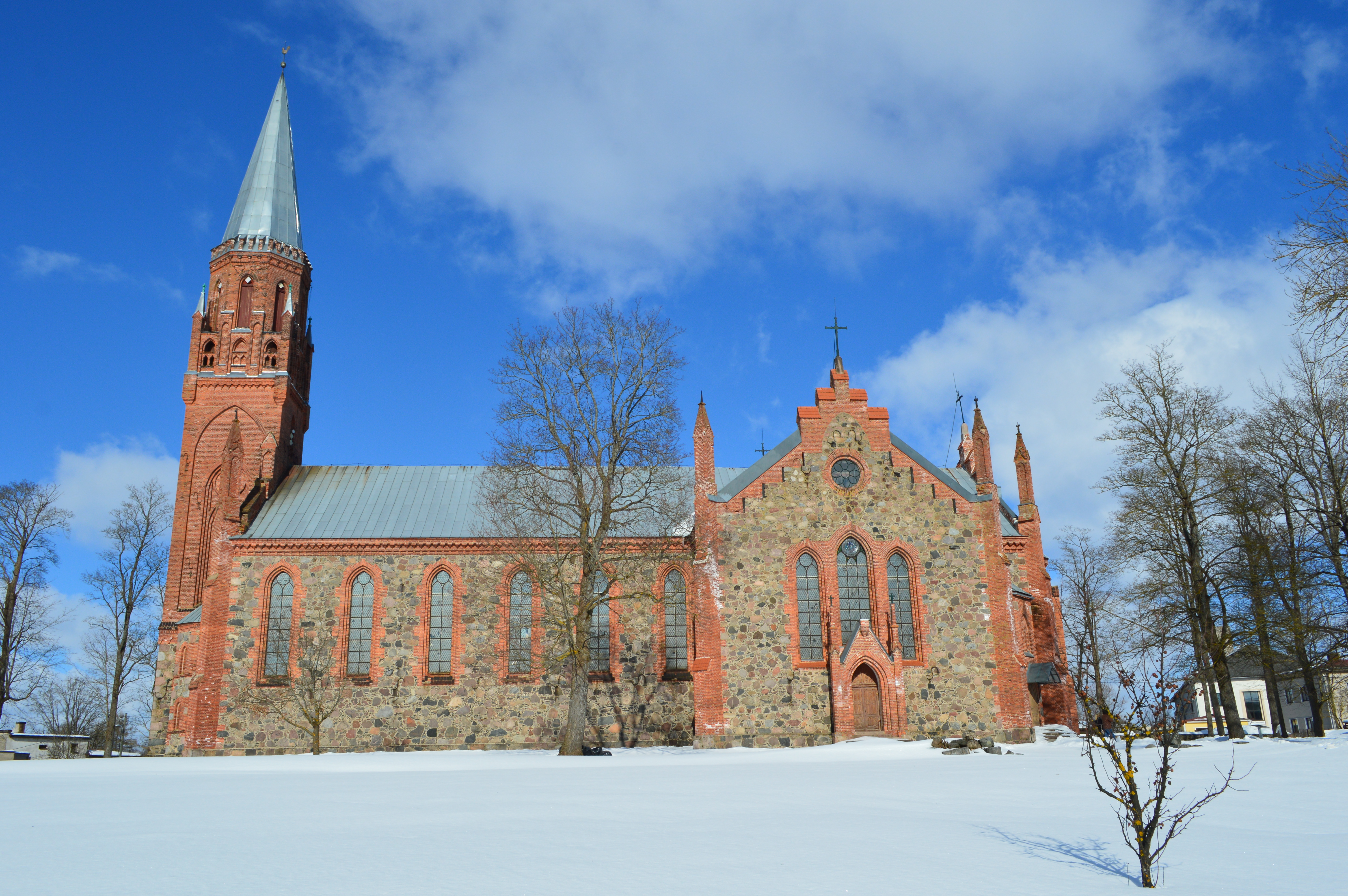
Церковь Св. Павла
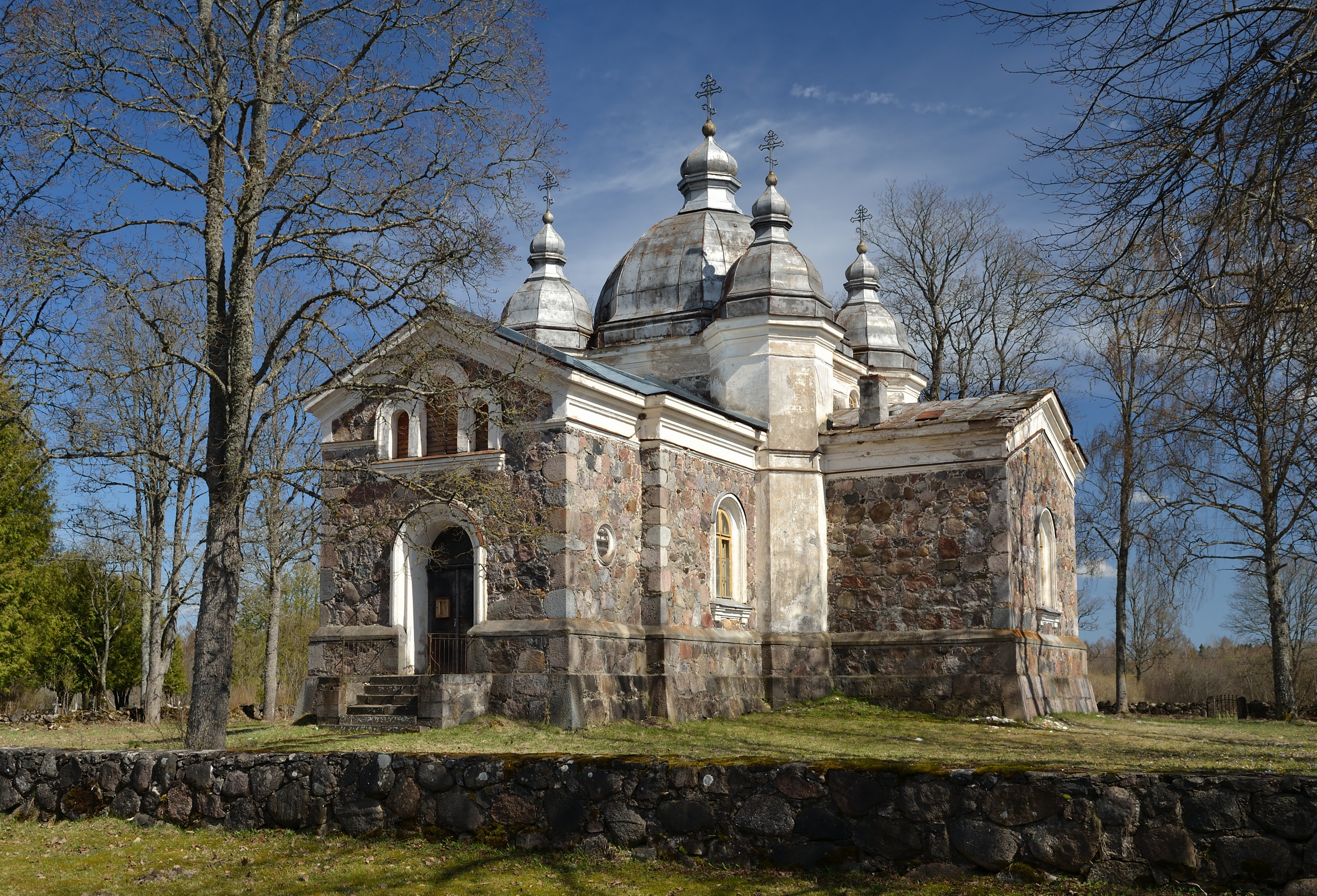
Православная церковь Аруссааре
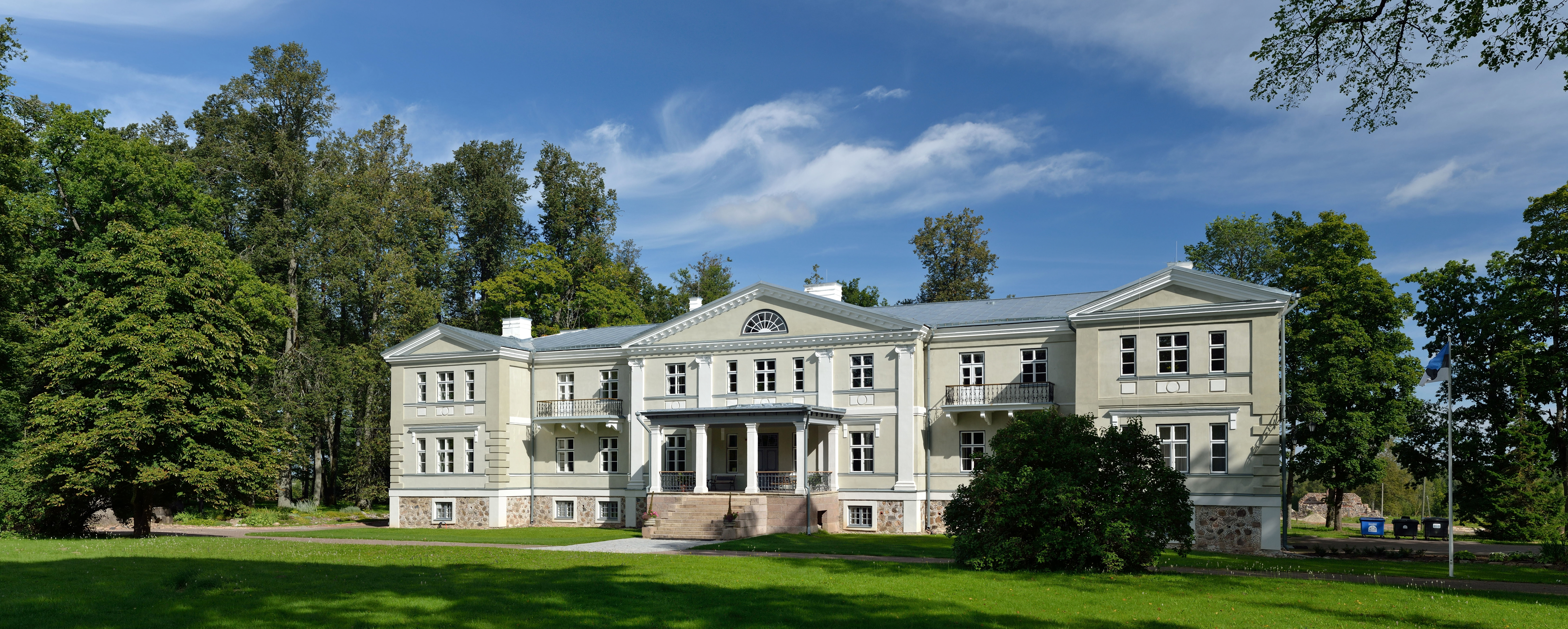
Мыза Грос-Кеппо (Сууре-Кыпу)
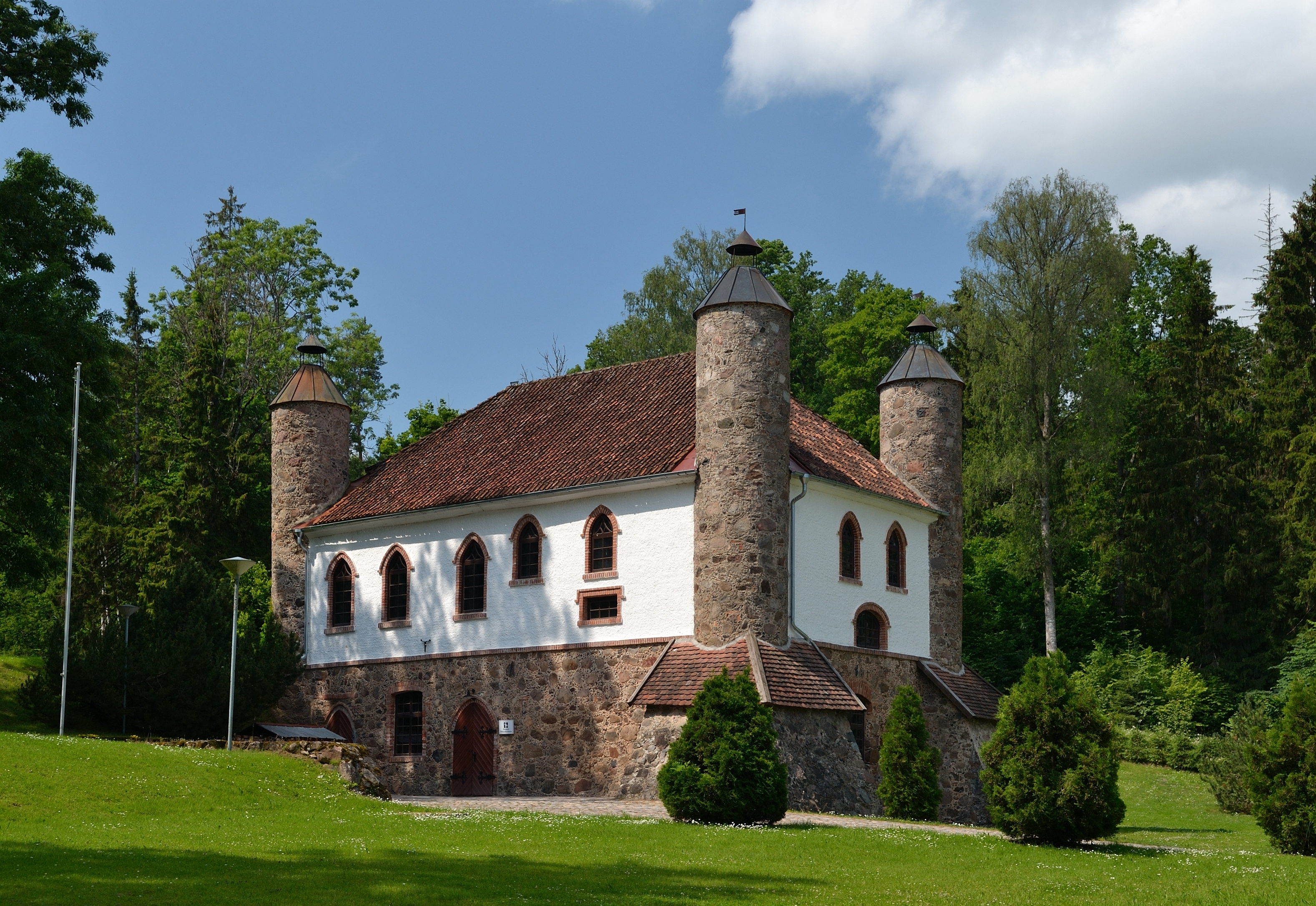
Водочная фабрика мызы Хеймталь (Хеймтали)
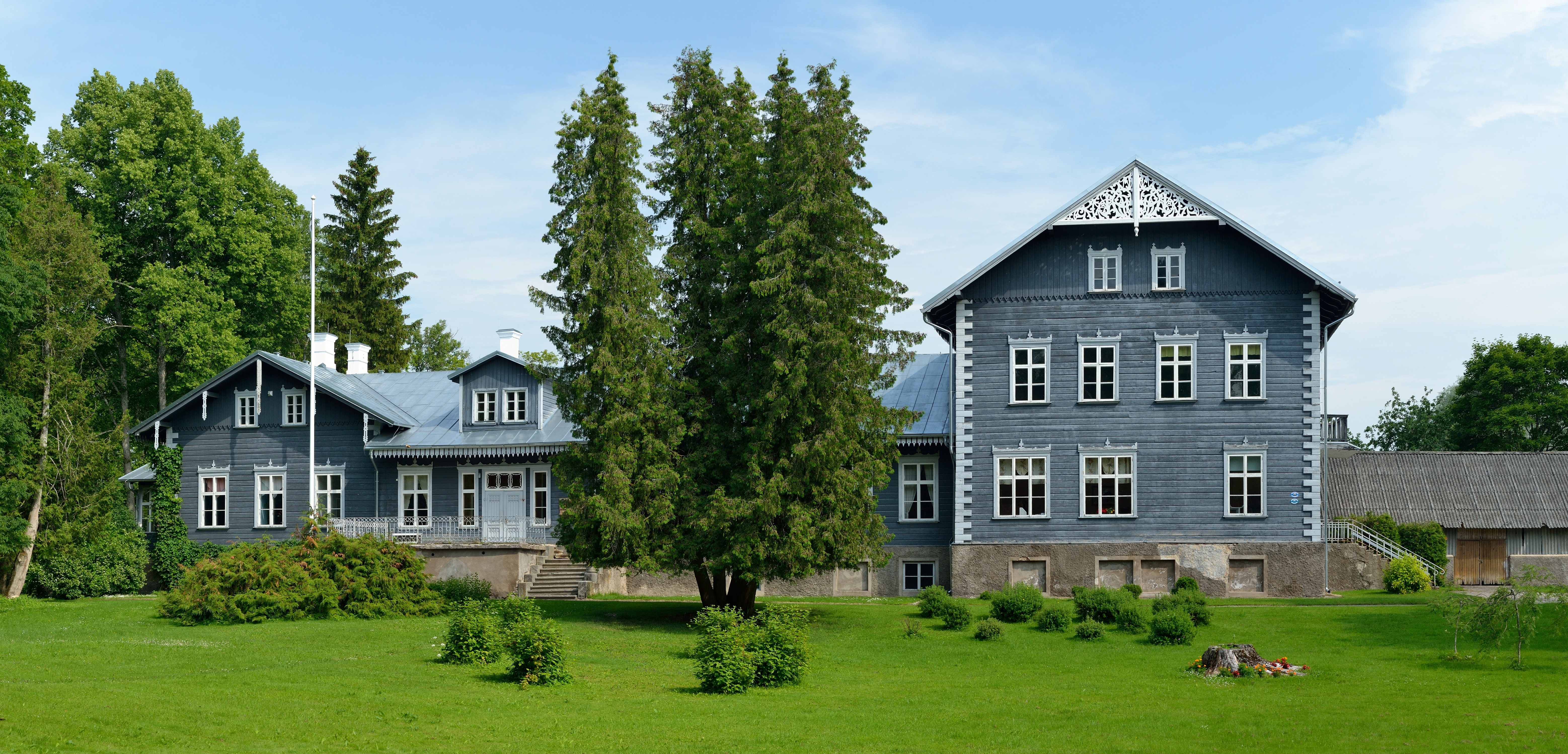
Мыза Перст (Пярсти)
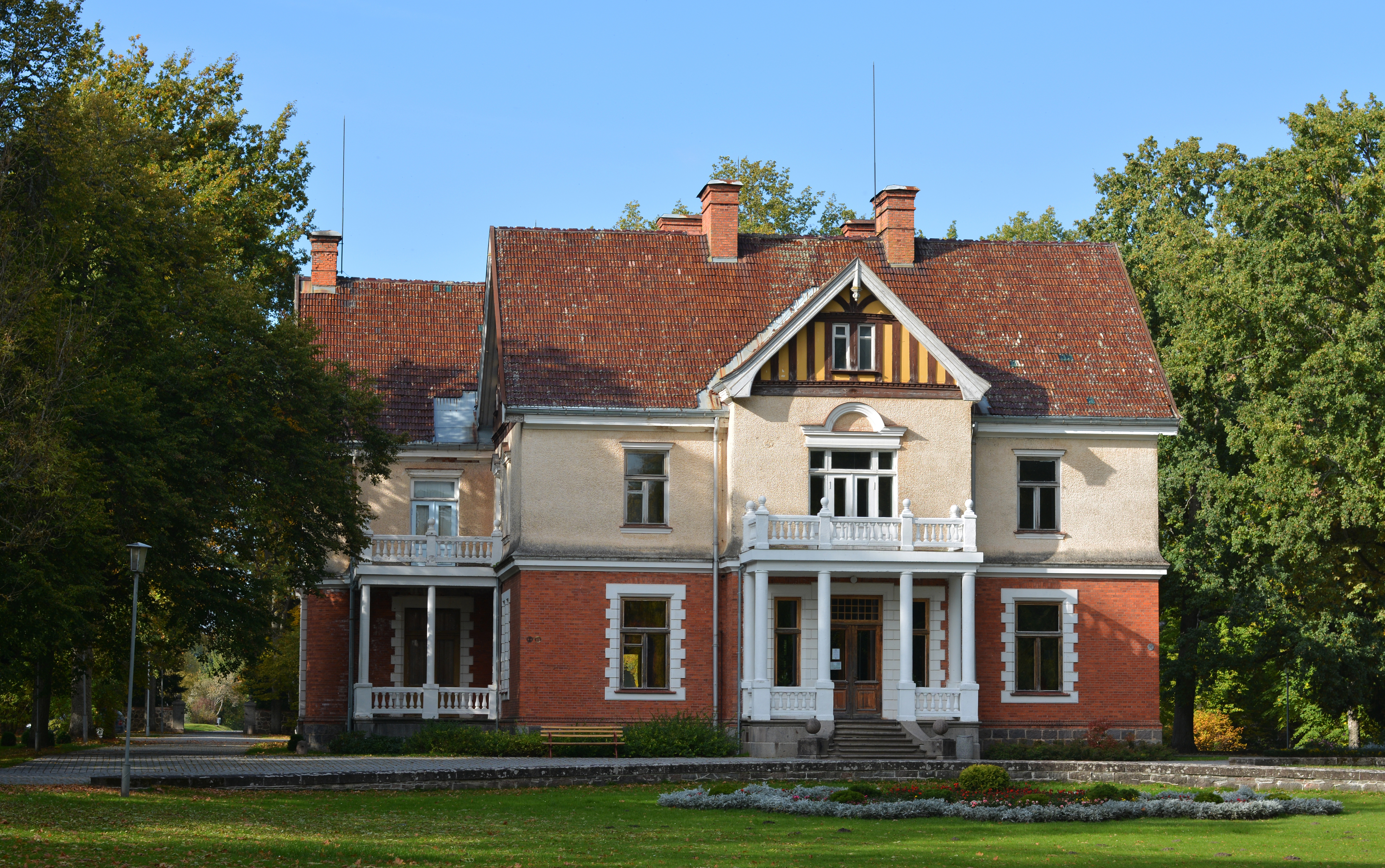
Мыза Оллустфер (Олуствере)
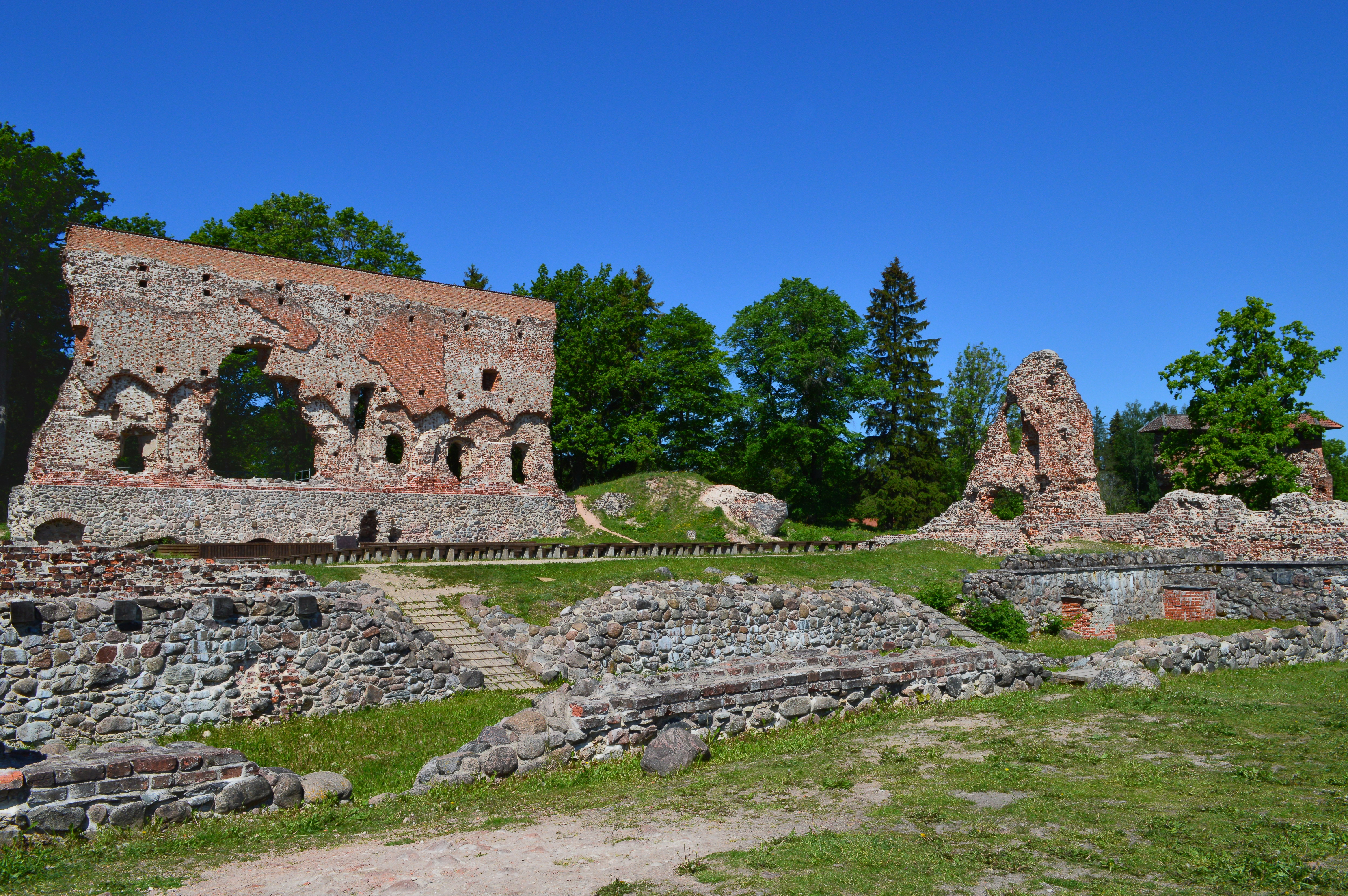
Руины замка Феллин
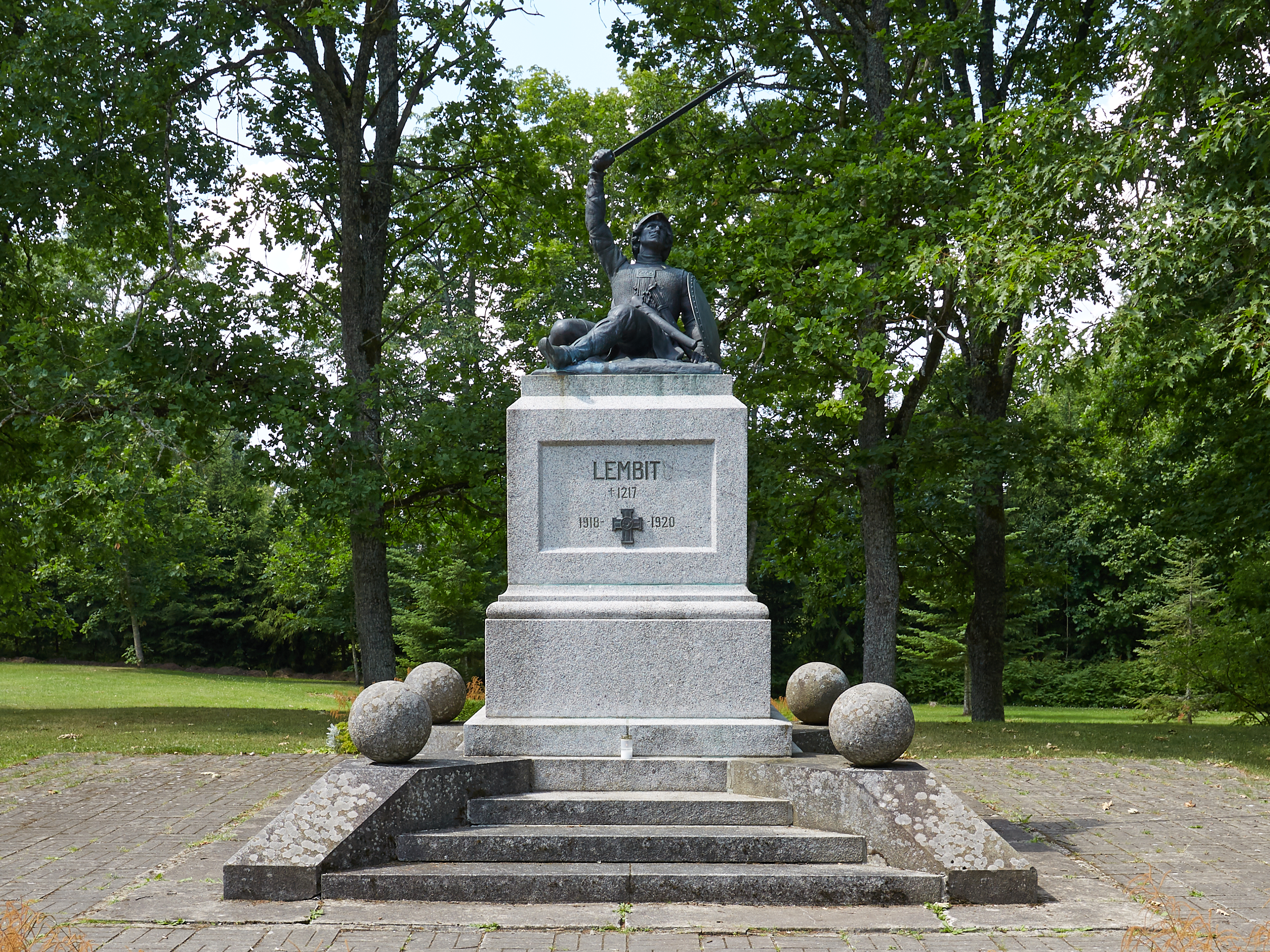
Памятник Эстонской освободительной войне в Сууре-Яани
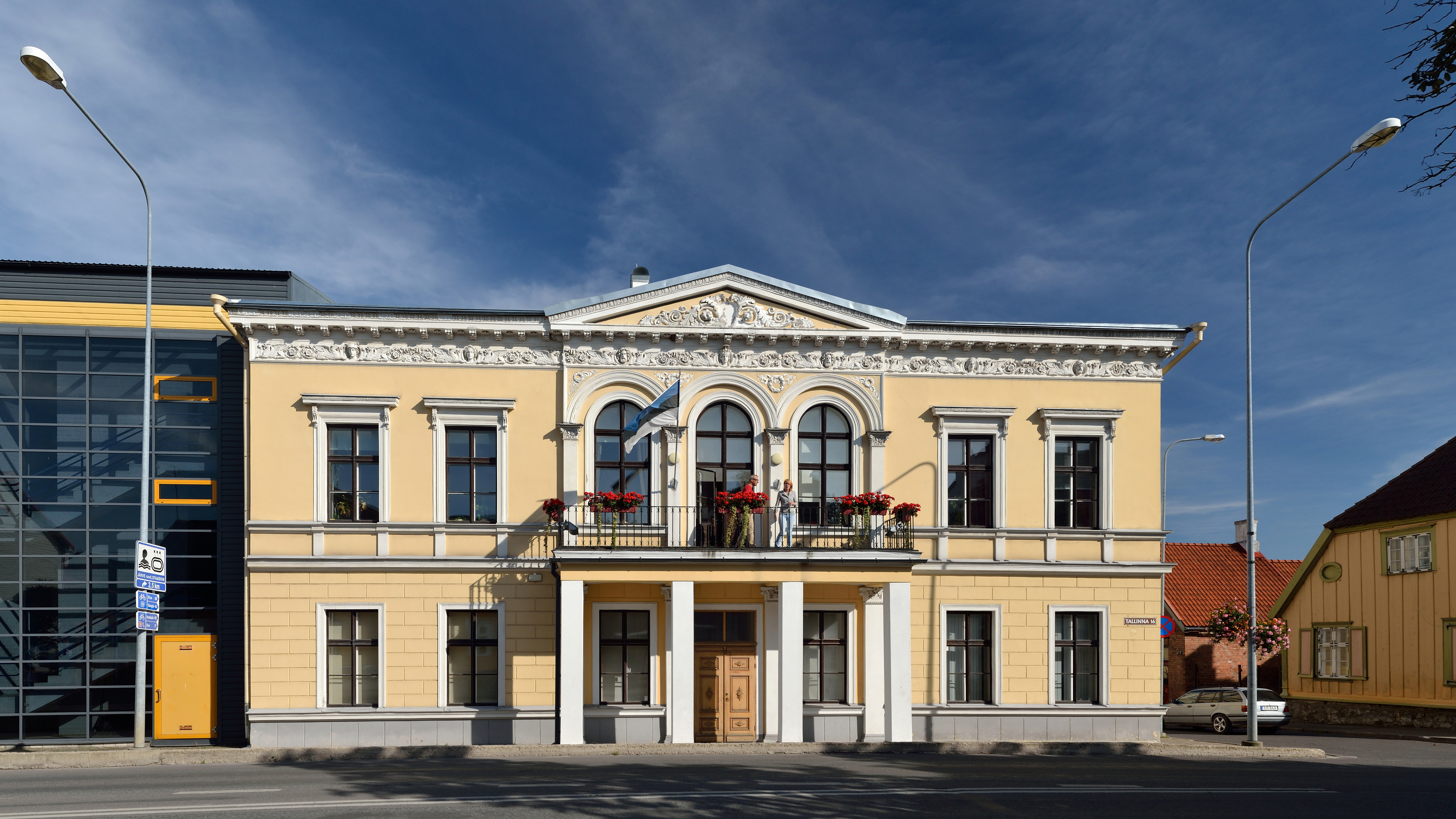
Вильянди, ул. Таллина, дом 16